# Старомрясово
Старомря́сово (рос. Старомрясово, башк. Иҫке Мерәҫ) — село у складі Давлекановського району Башкортостану, Росія. Входить до складу Імай-Кармалинської сільської ради.
Населення — 259 осіб (2010; 233 в 2002).
Національний склад:
- башкири — 100 %